# João Carlos Barreto
João Carlos Barreto (Fortaleza, 2 de junho de 1895 – Rio de Janeiro, 7 de outubro de 1970) foi um militar brasileiro.
Foi chefe do Estado-Maior das Forças Armadas no governo Juscelino Kubitschek, de 21 de março de 1960 a 31 de janeiro de 1961, e no governo Jânio Quadros, de 31 de janeiro a 10 de fevereiro de 1961.